# Шумов, Василий Герардович
Васи́лий Гера́рдович Шу́мов (23 марта 1960, Москва) — российско-американский музыкант, поэт, деятель искусств, музыкальный продюсер и композитор, режиссёр. Известен как лидер группы «Центр» и автор проектов мультимедийного и экспериментального искусства. В разное время делал музыку в стилях новая волна, электронная музыка, авангард и других.

## Биография
В конце 1970-х собрал группу «777», преобразовавшуюся впоследствии в московскую группу «Центр».
В 1980-х годах, кроме деятельности с «Центром», Василий Шумов пишет музыку для студий «Мосфильм» и «Союзмультфильм», а также ставит музыкальный спектакль «Артюр Рембо», в котором участвовали Пётр Мамонов, Жанна Агузарова и Артемий Троицкий. В 1987 году пишет музыку к телевизионной программе Центрального телевидения «Игра в детектив» (Режиссёры Леонид Пивер, Виктор Крюков).
Летом 1990 года эмигрировал в США. Был женат на американке Джуди — сестре Джоанны Стингрей). В 1990—2008 годах проживал в Лос-Анджелесе (США), где занимался музыкой, мультимедийным искусством, преподавал мультимедиа, дизайн и компьютерные технологии, снимал короткометражные фильмы. В середине 1990-х годов окончил Калифорнийский арт-институт и получил степень магистра.
С конца 1990-х годов выпускает и распространяет альбомы в интернете.
В первой половине 2000-х годов руководит проектом c-e-n-t-e-r (Центр в чёрточку), в котором визуальные артисты и музыканты создают видео- и аудио-миниатюры, сводимые Шумовым в клипы.
Выставки фото- и видеоарта Шумова проходят в 2000-х годах в Лос-Анджелесе и Париже. В январе 2006 года вышел его экспериментальный фильм «Тёмный Угол Келтона» (англ. Kelton's Dark Corner), в котором снялся актёр Пол Марко, известный по фильмам Эда Вуда 1950-х годов.
С середины 1990-х годов Василий Шумов возобновил активность «Центра» в России, выступал совместно с гитаристом Фаст Фредди с концертами в городах России, предоставил песни группы для саундтрека к фильму 2007 года «Одна любовь на миллион». Тогда же началось издание последних и переиздание старых альбомов «Центра» при поддержке Артемия Троицкого.
В начале 2009 года Василий Шумов вернулся в Россию, живёт в Москве.
В 2010 году выступил инициатором и продюсером музыкального проекта «Содержание», который, по мнению В. Шумова, должен вернуть содержание в российскую музыку и в российскую жизнь.
12 июня 2012 года состоялся интернет-релиз нового диска «Белый альбом», где Василий Шумов выступает в роли продюсера. В середине мая он обратился к российским музыкантам с призывом поддержать резолюцию Болотной площади и новый «марш миллионов» (который прошёл 12 июня) и прислать для сборника по одной композиции безвозмездно. Всего было собрано более трёхсот треков.
В феврале 2013 года записал композицию для проекта «Против гомофобии» видеообращение в поддержку ЛГБТ-сообщества.
В течение 2014 года реализовал запись и дал несколько концертов с новой сольной программой под названием «Басустика» (по аналогии со словом «Акустика»). Новые минималистские композиции записаны исключительно с помощью четырёх компонентов: драм-машины, бас-гитары, голоса и электронных эффектов. Альбом и программа, по мнению автора, призваны обратить внимание на возросшую роль бас-гитары в современной музыке.

## Личная жизнь
Согласно интервью 2006 года, у него было две жены. Первая, Анна Дастакян — французская журналистка, которая родила ему сына Антуана в 1988 году (живёт в Париже). От второй (Джуди Филдс, младшей сестры Джоанны Стингрей) — сын и дочь (1996 и 1998 г.р., которые проживали с матерью на Гавайских островах), с детьми поддерживает отношения.
В 2011 году женился на москвичке Вере Погодиной.

## Фильмография

### Композитор
- 1984 — Время отдыха с субботы до понедельника
- 1985 — Королевский бутерброд (мультипликационный)
- 1987—1989 — Игра в детектив (телеспектакль)

## Дискография
Альбомы группы Центр: См. статью Центр

### Сольные альбомы
- 1986 — Мой район (My District) 1-й сольный альбом. Переиздан на CD в 2013 году (лейблы СОЮЗ / Зенит)
- 1990 — Время три 2-й сольный альбом. Переиздан на CD в 2009 году (лейблы СОЮЗ / Зенит)
- 1992 — Шумовидение. Песни Живых и Мертвых
- 1992 — Тектоника(к) (с участием Жанны Агузаровой) 3-й сольный альбом
- 1994 — Голливудский Василёк 4-й сольный альбом
- 1997 — Короли поэзии в трансе
- 1998 — Живая коллекция (c группой «НТО Рецепт»)
- 2000 — Музыка к 4 фильмам
- 2000 — Играй сам себя (саундтрек)
- 2001 — Анагра (Аналоговое Гражданство) (инструментальный альбом)
- 2014 — Basustica 5-й сольный альбом
- 2016 — Мой район через 30 лет 6-й сольный альбом
- 2022 — Всё для народа (запись концерта Василия Шумова в клубе «Ионотека» весной 2021 года)
- 2022 — Зашиваюсь

### Совместные записи с другими музыкантами
- 1986 — Звуки Му, «Простые вещи» (продюсер: Василий Шумов)
- 1990 — Владимир Рацкевич, «Задача в общем виде» (LP, продюсер: Василий Шумов)
- 1993 — Жанна Агузарова, «Nineteen Ninety's» (альбом составлен из ремейков песен Центра, с непосредственным участием Василия Шумова)
- 1994 — Василий Шумов и Пётр Мамонов, «Русские поют» (ремейки англоязычных песен the Beatles, Джона Леннона, и других)
- 2010—2013 — «Содержание» — серия альбомов в рамках творческой акции «Содержание», которые Василий Шумов записал с разными музыкантами[11][12].